# 橘ワタル
橘 ワタル（たちばな ワタル、橘 亘）は、畑健二郎の漫画作品およびそれを原作とするテレビアニメ『ハヤテのごとく!』に登場する架空の人物。アニメでの声優は井上麻里奈。
なお、当該作中登場人物の一人である西沢歩については、作中では主に「西沢さん」の呼称が用いられるが、本項では以下「歩」と表記する。

## プロフィール
- 誕生日：8月30日
- 血液型：AB型
- 年齢：13歳
- 身長：139cm
- 体重：32kg

## 人物像
橘財閥の御曹司でナギの許婚。家族構成は父・陽一、母・美琴。陽一は貴嶋レイと共にグアムで、美琴は執事の一条二郎三郎と共にラスベガスで暮らす。メイドとしてサキがいつもついている。不況の影響で財閥全体は凋落している。グループ企業最後の生き残りだった橘財閥エンターテインメント部門「レンタルビデオタチバナ新宿本店」の店長兼カウンターを務めていたが、経営不振の為、新規事業を開拓する為に咲夜から店を担保に一億円の借金をした上で店をたたんだ。現在は秋葉原で同人誌＆ゲームショップ「コミックVタチバナ」を経営している。家は有名とは言えず、自身も個性や取り柄がないことから、歩など店の関係で知り合った人達には御曹司とは思われていない。
ナギとの婚約は三千院家の財産目当てに親が決めたことで、ワタルとナギには全くその気は無く、ナギとの婚約を破棄するために三千院家に匹敵する財産を築こうと努力している。ハヤテも金のために無理に婿入りして借金を返すのは嫌だという意思があるので、こういった面には感心している。
ナギと同じく飛び級で白皇学院に入学した。これは咲夜が飛び級の席を譲ったためだが、現実問題として無理な飛び級をしたので、退学させられないよう猛勉強をしている（このこともあり咲夜には大変感謝しており、ヒナ祭りの際は彼女に様々な出店で奢ったりして、義理深い一面も見せる）。ナギとはケンカしつつも仲が良く、勉強はナギが教えていることからも、よき友人同士ではあることが窺える。店番中にしばしば『Newsweek』など英字雑誌を読んでいるのは英語の勉強の一環でもある。
1年の時はハヤテ・ナギとは別のクラスだったが、2年に進級時にはハヤテ・ナギ・伊澄と同じクラスになった。しかし、ビデオ店をたたむにあたって事業に専念する為に2005年5月いっぱいで白皇学院を中退した。
名前は違うが外観も性格も基本設定もほぼ同じで読み切りを2本製作している。このため、プロフィールで作者から「もっとも描きやすい主人公キャラ」と称されている。
第1回人気投票では9位だが、男性としての人気はハヤテに次いで2位で、作者からは「貴重な男キャラ」、またハヤテの性格から「トップテン唯一の男性キャラ」と称されている。また、秋葉原エンタまつり2007で行われた「ハヤテのごとく!キャラクター人気投票in秋葉原」では、16位とかなり順位を落とす結果になった。

## 性格・能力
口は悪くへそ曲がりな性格。初登場時は初対面のハヤテを一方的に池に蹴落とす傍若無人ぶりだったが、すぐに面倒見がよく、周りにも気を配れる熱血少年の色合いが強くなっていった。実はものすごい勉強家かつ努力家で、根は優しい。「生きることは戦い」とし、一年中不機嫌そうな顔をしている。口が悪いため客をもう少し大事に扱うよう、サキに言われたこともある。結構しっかりしており、ダンジョンで無数に仕掛けてあるトラップにかからなかったり、ヒナギクやシスター・ソニアを避難させたり、高尾山では体の弱い愛歌の面倒もみていた。だが、サキ・伊澄・咲夜関連ではぼろを出すことが多い。
図星を突かれれば否定しながら咄嗟に照れ隠しで口汚く反論する癖がある。逆に好きな伊澄の前では優しい口調になる。何でも出来るが、ハヤテには敵わない。ハヤテに指2本で刃物を止められたことやナギや伊澄にひ弱と称されたことから、腕力は年齢相応に見られがちであるが、タマを一撃でふっとばし、またロボのセブンのスピードを上回りサキを助けるなど、常人よりは身体能力が優れているような描写も存在する。いずれにせよ比較対象のハヤテが強すぎるため、正確なところは不明である。
アニメなどに関しては非常にうるさくナギに貸して自慢するために希少ビデオを個人的に集めている。白皇学院にいた頃は、動画研究部の部長であった（生徒会3人娘に勝手に任命された）。本人は否定しているが、メイドに関しても独自の哲学があり、伊澄にはマニアックだと思われている。
かなりの猫派で、ハヤテから子猫（後のシラヌイ）のことを相談されたときは毒づきながらも店を放り出してペットショップに付き合っていた。アニメ第1期第24話の回想でも、タルタル（声：高橋美佳子）という猫を拾っている。「必殺・年上女殺し」という必殺技を持ち、担当者に「ハヤテの必殺技よりワタルの必殺技のほうがスゲーよ」と言わしめた。

## 対人関係
復讐に失敗し失意のシスターを慰めて以来、彼女とサキの二人との間に知らず知らずの内に泥沼の「三角関係自爆フラグ」を立てている（小説版第1弾ではハヤテ並の鈍感とされている）。付き合いが長いため、伊澄がハヤテを好いていることはすぐに分かった。当初ハヤテには嫉妬を抱いたが、それ以上の進展が無かったためかその後の仲は良好。また数少ない男性キャラだが、彼等を好きになる女性キャラが異なるため、恋愛騒ぎでこの2人が絡むことは無い。むしろ、紳士的で頼りになるためそれなりに憧れている。
ナギとはいつも口喧嘩ばかりしているが、出来の悪い弟として気を掛けられている。普段はナギのことは「ワガママ勝手で自己中心的で漫画バカでガサツで女らしくない滅茶苦茶な奴」だと思っている。勉強の際など2人っきりでいるとたまにいい感じになるのでハヤテに心配されたこともある。これは、根が素直なので普段とのギャップで可愛いように思われるためであるが、結果的にハヤテが釘を刺した形となり、ナギは必死に弁解した。ダンジョンではナギが傷つくのを見たくないような描写があるが、ナギ自身は助けられたくないため、無理を言って断っている。
幼少時にゴキブリに怯えていた所を伊澄があっさりとゴキブリを退治したことがきっかけで伊澄に好意を持っているが、自分の立場の情けなさで伊澄に振り向いてもらえないと思っている。また、自分の気持ちを伝えようとせず、伊澄が聞いているのに気づかず、ナギに向かって「伊澄のことが好きなんだから!!」と言ってしまった際にも、冗談だといって逃げてしまい、ヘタレという評価が固まっている。その伊澄には、初めはナギのことを好きだと思われていたり、後にワタルにとって神出鬼没状態になったり、メイド趣味だと思われたり、さらに咲夜が好きで押し倒したとか思われたりと、散々である。もっとも、ナギとも本当は仲が良く、サキも少し意識しており、また咲夜に冗談で魅惑された際には「バカ丸出しやな」と突っ込まれたり しているため、全て完全に否定できない。白皇を中退する前に伊澄に告白しようとしたが、結論としてサキを選び、伊澄に「好きでした」と過去形にして告白し、決着をつけた。
白皇学院は本来飛び級の枠3人で、ナギ、伊澄、咲夜が入るはずであったが、咲夜がワタルのことを考え辞退したことで入ることができた。このため、咲夜に対しては頭が全く上がらない。だが咲夜自身もワタルの持ち前の熱血性を評価しており、ラブコメ風のかなり良い雰囲気になったこともある。咲夜に対して上記のように誘惑され動揺したこともある。
サキに好かれており傍から見れば非常に仲がいいが、ワタルは普段は好きかどうかと問われれば否定している。ワタルが小5になる頃まで、サキとよく一緒にお風呂に入っていた。ハヤテとナギが兄妹のような感じであるのと正反対で姉弟のようなイメージが強い。だが、サキのためには当たり前のように命を懸けられる。サキが見合いをした際は不機嫌になり、伊澄のことは放り投げたようにしたため、それまでワタルの本命は伊澄だと思っていたナギに微妙に呆れられた。また、伊澄との学生生活よりもサキとの店の経営を選び、白皇を中退している。作者はそんなワタルとサキの関係を「姉弟以上夫婦未満」と位置づけている。なお別居中の母親に両親との同居を求められた際に、ワタルは母親に「口うるさい家族となら既に一緒に暮らしている」と語る。メイド趣味に関しては、元来潔癖症なサキには自分からやろうとすると本能的に警戒されるが、逆に要求されると元来のマニアックぶりを発揮する。
ナギと違って交友関係が広いが、それはレンタルショップの店長を子供なのに務めているという異様な光景にみんな声をかけ、いつの間にか仲良くなってしまうため。本編ではあまりに普通すぎて描写が無いが、第7巻のおまけページにて西沢姉弟がどうやって知り合ったのかについて描写されている。
両親とは現在別居中で、サキ・咲夜とアメリカ旅行に出かけた際、グランドキャニオンで美琴と3年ぶりの親子対面をする（なお陽一は現在グアムにてモツ鍋屋を営んでいる）。この際に美琴にアメリカでの家族との生活を迫られるが、ワタルは東京でのサキとの生活を選ぶ。建前上は日本でのオタク生活を捨ててのアメリカ生活を拒否しての選択であるが、本心は美琴にはまだ自分と一緒に暮らす本気の覚悟は無いことを知り、いつか両親がアメリカで失敗して居場所を無くした時のための帰る場所を守っていこうという考えからの選択である。美琴と別れる際に、美琴が持っていた秘宝「王玉」をもらった。

## 家族
橘 陽一（たちばな よういち）
ワタルの父で、婿養子。作中未登場。美琴の弁によれば商才ゼロで、現在貴嶋レイとグアムで生活しており、現地でモツ鍋のチェーン店を開くことを計画している。
橘 美琴（たちばな みこと）
左目の下の泣きボクロが特徴的な、ワタルの母。8月22日生まれのAB型。30歳。身長150cm、体重40kg。好きなものは経済学とギャンブル、そして紫子。嫌い/苦手なものは子供・辛い物・コンピューター。橘家の執事・一条と共に、目下はラスベガスに在住。
おっとりとした性格であった幼少期から初穂や紫子と親しく遊び、その過程で紫子（本人曰く「神さまにも愛された人」）を姉のように慕い、神のように崇拝するようになったという。それ故に彼女の結婚、そして早すぎる死を素直に受け止めることが出来ず、人生に対して投げやりになってしまい、ショックを紛らわすような気持ちで自らも陽一と結婚。十代の若さで一人息子であるワタルをもうけた。
紫子の死後はプライド高き性格に一変し、現在はかつて帝から受けた金銭に関する英才教育によって育んだ経験や知識を駆使し、株の運用やギャンブルで相当の利益を得て生活している。ワタルに対してはほとんど母親としての関心を示さない。
幼い頃、ミコノス島の三千院家別宅で紫子達とかくれんぼに興じていた際、屋敷の宝物庫の地下迷宮に迷い込み、本作のキーアイテムの一つである秘法の石「王玉」を発見。その内の一つを紫子の思い出と一緒に絶えず持ち歩いていたが、2005年（作中時間）のゴールデンウィークにラスベガスを訪れたワタルへ、「石の所有を誰にも悟られぬ事」を条件にそれを手渡した。
橘 円京（たちばな えんきょう）
声 - 志村知幸
ワタルの祖父であり美琴の父。故人。橘グループ総帥だった。遺言でワタルをナギの許嫁にすることを取り決めた。